# Halimeda incrassata
Espèce
Halimeda incrassata est une espèce d'algues vertes de la famille des Udoteaceae.